# Leucon weddelli
Leucon weddelli är en kräftdjursart som beskrevs av Michel Ledoyer 1993. Leucon weddelli ingår i släktet Leucon och familjen Leuconidae. Inga underarter finns listade i Catalogue of Life.